# Sarbanissa mandarina
Sarbanissa mandarina là một loài bướm đêm trong họ Noctuidae.